# Czwarty stopień
Czwarty stopień (ang. The Fourth Kind) – amerykański thriller science-fiction, stylizowany na paradokument, z 2009 w reżyserii i według scenariusza Olatunde Osunsanmi. Tytuł filmu jest nawiązaniem do słynnej klasyfikacji bliskich spotkań z kosmitami amerykańskiego naukowca J. A. Hyneka.
Film przedstawia wydarzenia mające miejsce w (istniejącym faktycznie) małym miasteczku na Alasce, Nome w którym dochodziło do tajemniczych zniknięć mieszkańców przez ostatnie 40 lat. Pomimo licznych zapewnień i sugestii zawartych w treści filmu, nie jest on oparty na faktach.
W weekend otwierający emisję w Stanach Zjednoczonych wpływy ze sprzedaży biletów wyniosły 12 231 160 dolarów australijskich.

## Opis fabuły
Usiłująca poradzić sobie ze śmiercią męża, dr Abigail Tyler wyrusza do miasteczka Nome na Alasce, gdzie postanawia kontynuować jego badania równocześnie zajmując się swoją pracą i rodziną – w tym niewidomą od śmierci Willa córką, Ashley. Prowadząc sesje z pacjentami, odkrywa wiele szczegółów łączących ich historie. Wkrótce dochodzi do dziwnych zachowań oraz zabójstw i samobójstw wśród jej pacjentów, a jej córka znika w zagadkowych okolicznościach. Przypadkiem odkrywa, że także i ją wiele łączy z historiami jej pacjentów.

## Obsada
- Milla Jovovich jako dr Abigail 'Abbey' Tyler, psychiatra
- Charlotte Milchard jako "prawdziwa" dr Abigail Tyler (wymieniona w napisach jako "mieszkanka Nome")
- Elias Koteas jako dr Abel Campos, psychiatra i przyjaciel dr Tyler
- Mia McKenna-Bruce jako Ashley, niewidoma córka dr Abigail
- Raphaël Coleman jako Ronnie, syn dr Abigail
- Will Patton jako szeryf August
- Hakeem Kae-Kazim jako dr Awolowa Odusami, lingwista
- Julian Vergov jako Will Tyler, tragicznie zmarły mąż dr Abigail